# Nikolaj Ivanov (canottiere)
Nikolaj Petrovič Ivanov (in russo Николай Петрович Иванов?; Leningrado, 20 agosto 1949 – San Pietroburgo, 8 giugno 2012) è stato un canottiere sovietico dal 1991 russo.

## Palmarès

### Olimpiadi
- 1 medaglia:
  - 1 oro (Montréal 1976 nel quattro con)

### Mondiali
- 4 medaglie:
  - 2 ori (Lucerna 1974 nel due con; Nottingham 1975 nel quattro con)
  - 1 argento (Nottingham 1975 nell'otto)
  - 1 bronzo (St. Catharines 1970 nel due con)

### Europei
- 2 medaglie:
  - 1 oro (Mosca 1973 nel due con)
  - 1 bronzo (Copenaghen 1971 nel due con)